# Torfaen
Pour les articles homonymes, voir Torfaen (homonymie).
Tor-faen
La Torfaen (appellation anglaise), ou Tor-faen (appellation galloise), est un borough de comté situé dans le sud du pays de Galles. La ville de Pontypool en est le centre administratif.
Créé au 1er avril 1974 au sein du comté du Gwent par le Local Government Act 1972, il dezvient un  borough de comté le 31 mars 1996 en vertu du Local Government (Wales) Act 1994.

## Toponymie
Simplement défini par un ensemble de territoires par le Local Government Act 1972, le district prend le nom officiel de Torfaen en vertu du Districts in Wales (Names) Order 1973, un décret en Conseil du 8 janvier 1973 pris par le secrétaire d’État pour le Pays de Galles,.
Ainsi, le borough tient son appellation de la Torfaen, ancien nom de la Lwyd (en), rivière traversant le territoire.

## Histoire
Le district de la Torfaen est érigé au 1er avril 1974 à partir des territoires suivants, :
- le district urbain de Blaenavon ;
- le district de Cwmbran ;
- le district urbain de Pontypool ;
- le district rural de Magor and St. Mellons, pour partie (paroisse de Henllys) ;
- le district rural de Pontypool, pour partie (paroisse de Llanfrechfa Lower).

Alors que les différentes zones de gouvernement local sont abolies par le Local Government Act 1972, le statut de borough est conféré au nouveau district par un décret en Conseil du 25 janvier 1974, avec une entrée en vigueur au 1er avril suivant. Dès lors, il est permis à la zone de gouvernement local de s’intituler « borough de la Torfaen » (borough of Torfaen en anglais) tandis que son assemblée délibérante prend le nom de « conseil de borough de la Torfaen » (Torfaen Borough Council en anglais) au sens de la section 21 du Local Government Act 1972,.
Le borough est aboli au 31 mars 1996 par le Local Government (Wales) Act 1994, son territoire relevant désormais du borough de comté de la Torfaen au sens de la loi.

## Géographie
Le territoire du borough relève du comté administratif du Monmouthshire. Au 1er avril 1974, il constitue, avec les districts de Blaenau Gwent, d’Islwyn, de Monmouth et de Newport, le comté du Gwent, zone de gouvernement local de premier niveau créée par le Local Government Act 1972,.
Alors que le borough admet 88 999 habitants au recensement de 1981, 127 396 résidents sont comptabilisés lors du recensement de 1991. La superficie du territoire du borough est évaluée à 31 258 acres en 1978,,.

## Principales agglomérations
- Pontypool
- Cwmbran